# Maxivision 48
Maxivision 24 i Maxivision 48 són formats de pel·lícules cinematogràfiques de 35 mm. El sistema va ser dissenyat per Dean Goodhill el 1999. El sistema utilitza pel·lícules en moviment normal de trenta-cinc mil·límetres, capturant imatges en tres perforacions de pel·lícula per fotograma. El format pot funcionar a l'estàndard de vint-i-quatre fotogrames per segon, o a quaranta-vuit fotogrames per segon, la qual cosa redueix els efectes d'atropellament i augmenta la resolució aparent quan es combina amb un sistema per reduir el moviment de la pel·lícula a la porta i eliminar el rascat. Com que Maxivision només utilitza tres perforacions de pel·lícula per fotograma, el format de vint-i-quatre fotogrames per segon utilitza un 25% menys de pel·lícula que els formats estàndard de quatre perforacions, i el format de 48 fotogrames per segon només requereix un augment del 50% en el format.
Els avenços d'aquest sistema van més enllà d'una simple imatge més gran i amb menys residus. El capçal del projector és molt més estable que els sistemes tradicionals de projecció. Utilitza un dispositiu sofisticat de seguiment de quadrícules per detectar i compensar automàticament els canvis en el tipus de pel·lícula i la posició que fa que les projeccions d'impressions tradicionals de trenta-cinc mil·límetres siguin més nítides, fermes i amb menys possibilitat de danyar la pel·lícula.
El format utilitza un capçal de projector personalitzat que es pot canviar entre formats estàndard de 35 mil·límetres i Maxivision. A més, el nou capçal del projector pot canviar d'anamorfa a Maxivision i d'impressions mates estàndard sobre la marxa. D'aquesta manera es redueixen les possibilitats d'error de l'operador i els costos d'haver de demanar tràilers especials per a diferents formats de pel·lícula.